# Rignano Flaminio
Rignano Flaminio je italská obec v provincii Roma v oblasti Lazio.
V roce 2012 zde žilo 9 885 obyvatel.

## Sousední obce
Calcata (VT), Capena, Civitella San Paolo, Faleria (VT), Magliano Romano, Morlupo, Sant'Oreste

## Vývoj počtu obyvatel
Zdroj: 